# Martin Krpan (glasbena skupina)
Martin Krpan je slovenska glasbena skupina, delujoča v letih 1981−1991. Igrali so predvsem rock.
Skupina je sicer začela delovati konec 70-ih. Nastala je iz ostankov skupine Na lepem prijazni (Tomaž Sršen) in Srečanje (Aleš Klinar), vendar se je dokončno oblikovala šele 1981 v zasedbi Saša Bole - kitara (ta je nadomestil Andreja Janežiča), Miro Križaj - bobni, Aleš Klinar - klaviature/vokal, Tomaž Sršen - bas in Andrej Turk - vokal. Uvrstili so se v finale YU Rock Momenta, kjer je nastopilo več kot 60 skupin iz vse države, takrat so posneli tudi prve posnetke za televizijo. Tega leta so nastopili na Novem rocku. V začetku leta 1982 so podpisali pogodbo za tri velike plošče za beograjski Jugodisk. Pod taktirko Braca Doblekarja v studiu Akademik kmalu nastane novovalovsko usmerjen prvenec z naslovom Bonbonjera. Po snemanju jih zapusti Miro Križaj, ki ga nadomesti Dadi Kašnar (ex Ultimat). Pridruži se jim tudi Matjaž Kosi na elektronskih inštrumentih. Spomladi izide kompilacijski album Umesto malih, kjer predstavijo pesmi Slovan Karantan in zmagovalno skladbo subotiškega festivala Happy End. V tistem času pogosto nastopajo skupaj s skupino Ultimat). Pri drugem albumu (novi kitarist je Miha Stabej) se jim je kot gostujoči vokal pridružil Vlado Kreslin, ki kmalu postane frontman skupine. Tretji album z naslovom Od višine se zvrti izdan leta 1986 je že povsem rockerski, tokrat je posnet v popolnoma drugačni zasedbi kot prvenec: Vlado Kreslin - vokal, Aleš Klinar - klaviature/vokal, Mark Čuček - kitare, Tomaž Sršen - bas in Dadi Kašnar - bobni. Ta album skoraj dvajset let drži rekord pri prodaji najbolj uspešnega slovenskega rock albuma!  
Leta 1988 izdajo v drugačni zasedbi (brez Klinarja, Sršena in Kašnarja) album Bogovi in ovce v zasedbi   Kreslin, Čuček, Hübsher, Tomassini in Vidic. Leta 1991 so igrali kot predskupina Boba Dylana na Bežigrajskem stadionu.

## Člani
V skupini so sodelovali:
- Aleš Klinar − klaviature, vokal (1979−1987),
- Tomaž Sršen − bas kitara (1979−1987),
- Miro Križaj – bobni (1980–1982),
- Andrej Janežič – kitara (1980–1981)
- Andrej Turk – vokal (1980–1983),
- Roman Vlah – saksofon (1980–1982),
- Saša Bole – kitara (1981–1982),
- Dadi Kašnar – bobni, tolkala (1982–1987),
- Matjaž Kosi – klaviature (1982–1983),
- Miha Stabej – kitara (1982–),
- Polde Poljanšek – saksofon (1982−),
- Cole Moretti − vokal, kitara (1982–),
- Mark Čuček – kitara (1983–1991),
- Jure Hübscher – klaviature (1987–1991),
- Vlado Kreslin – vokal, orglice, kitara (1983–1991),
- Marko Lebar – bobni (1984–?),
- Miro Tomassini – bas kitara, kitara (1987–1991),
- Robi Vidic − bobni (1987−1991).

April 1981
- Andrej Janežič (solo kitara)
- Aleš Klinar (klaviature)
- Miro Križaj (bobni)
- Tomaž Sršen (bas kitara)
- Andrej Turk (vokal)
- Roman Vlah (pihala)

April 1982
- Saša Bole (kitara)
- Dadi Kašnar (bobni, tolkala)
- Aleš Klinar (klaviature)
- Tomaž Sršen (bas kitara)
- Andrej Turk (vokal)
- Roman Vlah (saksofon, klarinet)

Jesen 1984
- Tomaž Sršen (bas kitara)
- Dadi Kašnar (bobni, tolkala)
- Aleš Klinar (klaviature)
- Mark Čuček (kitara)
- Vlado Kreslin (vokal)

## Diskografija
- kompilacija Umesto malih (1982, Jugodisk) – prva objava (skladbi Slovan Karantan in Happy End)
- Bonbonjera (1982, Jugodisk) − prvi samostojni album, znan tudi kot Martin Krpan
- Martin Krpan 2 (1984, PGP RTB)
- Od višine se zvrti (1986, ZKP RTV Ljubljana)
- Bogovi in ovce (1988, ZKP RTV Ljubljana)
- Greatest Hits (1992, ZKP RTV Slovenija)

## Pomembnejše nagrade
- zmaga na Yu rock momentu
- 1982: zmaga na Mladinskem festivalu v Subotici s komadom Happy End